# Теорема Рэлея о точке перегиба
Теорема Рэлея — утверждение в гидродинамике, согласно которому для плоскопараллельного течения для развития неустойчивости необходимым условием является наличие точки перегиба профиля течения. Теорема получена Рэлеем в приближении идеальной жидкости.
Основное утверждение теоремы очевидным образом противоречит экспериментальным фактам. В частности, в течении Пуазёйля реализуется параболический профиль скорости, не обладающий точками перегиба, однако неустойчивость такого течения также возможна.

## Доказательство
Рассмотрение возмущений стационарного плоскопараллельного (в координатах {\displaystyle (x,z)}) течения вязкой жидкости в предположении, что они имеют вид {\displaystyle f(z){\text{e}}^{ikx}}, в линейном приближении приводит к уравнению Орра — Зоммерфельда. Пренебрежение вязкостью ({\displaystyle {\text{Re}}\rightarrow \infty }) даёт уравнение Рэлея:
{\displaystyle \left(\lambda +ikU\right)\nabla ^{2}w-ikwU''=0,}
{\displaystyle \nabla ^{2}={\frac {d^{2}}{dz^{2}}}-k^{2},}
где {\displaystyle w,\lambda =\sigma +i\omega ,k} — амплитуда, комплексный инкремент и волновое число возмущения, соответственно; {\displaystyle U=U(z)} — профиль скорости плоскопараллельного течения; {\displaystyle \nabla ^{2}} — оператор Лапласа для нормальных возмущений. По сравнению с исходным уравнением четвёртого порядка, здесь порядок задачи понизился до второго, что требует корректировки граничных условий. Для канала с твёрдыми стенками условие прилипания, очевидно, заменяется на условие непротекания:
{\displaystyle w\vert _{z=0,h}=0}.
Поделим уравнение на {\displaystyle \left(\lambda +ikU\right)}, домножим на комплексно-сопряженную амплитуду возмущения {\displaystyle w^{\ast }} и проинтегрируем по ширине канала:
{\displaystyle \int \limits _{0}^{h}w^{\ast }\nabla ^{2}wdz=ik\int \limits _{0}^{h}{\frac {U''\vert w\vert ^{2}}{\left(\lambda +ikU\right)}}dz.}
Преобразование левой части (с учётом граничных условий для уравнения Рэлея)
{\displaystyle {\begin{aligned}&\int w^{\ast }\nabla ^{2}wdz=\int w^{\ast }w''dz-k^{2}\int \vert w\vert ^{2}dz=\\&=w^{\ast }w'\vert _{0}^{h}-\int \vert w'\vert ^{2}dz-k^{2}\int \vert w\vert ^{2}dz=-\int \vert w'\vert ^{2}dz-k^{2}\int \vert w\vert ^{2}dz.\end{aligned}}}
показывает, что она является знакоопределенным и вещественным выражением. Следовательно, справа мнимая часть выражения должна быть равна нулю. Выделим её:
{\displaystyle {\begin{aligned}&ik\int {\frac {U''\vert w\vert ^{2}}{\left(\lambda +ikU\right)}}dz=ik\int {\frac {U''\left(\lambda ^{\ast }-ikU\right)\vert w\vert ^{2}}{\vert \lambda +ikU\vert ^{2}}}dz=\\&=ik\lambda ^{\ast }\int {\frac {U''\vert w\vert ^{2}}{\vert \lambda +ikU\vert ^{2}}}dz+k^{2}\int {\frac {U''U\vert w\vert ^{2}}{\vert \lambda +ikU\vert ^{2}}}dz.\end{aligned}}}
Принимая во внимание {\displaystyle \lambda =\sigma +i\omega }, получим:
{\displaystyle k\sigma \int {\frac {U''\vert w\vert ^{2}}{\vert \lambda +ikU\vert ^{2}}}dz=0.}
Здесь есть две возможности. Во-первых, {\displaystyle \sigma =0}, отвечающее нейтральным возмущениям. Однако, это никакой информации об устойчивости не несёт, поскольку амплитуда такого возмущения не изменяется со временем. Потому примем, что равен нулю интеграл. Однако, в подынтегральном выражении все величины, кроме {\displaystyle U''}, положительны. Для выполнения равенства требуется смена знака {\displaystyle U''} внутри канала, следовательно, существует как минимум одна точка перегиба, где {\displaystyle U''=0}.

## Применимость
Очевидно, теорема Рэлея справедлива далеко не всегда. В первую очередь, существенным может оказаться влияние вязкого слагаемого даже при больших числах Рейнольдса, ввиду большого значения четвёртой производной.
Тем не менее, утверждение теоремы является весьма общим. Экспериментальные и численные исследования показывают, что, хотя и в отсутствие точки перегиба неустойчивость возможна, абсолютно устойчивых течений с точками перегиба не обнаружено.